# Duplaspidiotus carptellus
Duplaspidiotus carptellus är en insektsart som beskrevs av Brimblecombe 1956. Duplaspidiotus carptellus ingår i släktet Duplaspidiotus och familjen pansarsköldlöss. Inga underarter finns listade i Catalogue of Life.